# ناوکی سوگای
ناوکی سوگای (انگلیسی: Naoki Sugai؛ زادهٔ ۲۱ سپتامبر ۱۹۸۴) بازیکن فوتبال اهل ژاپن است.